# Sportler des Jahres (Jamaika)
Jamaikas Sportler des Jahres werden seit 1961 von der RJR Sports Foundation gewählt. Die offizielle Bezeichnung lautet Jamaica Sportsperson of the year (deutsch Jamaikanische Sportperson des Jahres). Die Wahl ist unterteilt in männliche und weibliche Sportler.

## Liste der Sieger
| Jahr | Name                                  | Sportart         |
| ---- | ------------------------------------- | ---------------- |
| 1961 | George Grant                          | Boxen            |
| 1962 | George Kerr                           | Leichtathletik   |
| 1963 | Noel Douglas                          | Radsport         |
| 1964 | Percy Hayles                          | Boxen            |
| 1965 | Philip Alexander                      | Schwimmen        |
| 1966 | Jackie Hendriks                       | Cricket          |
| 1967 | Octavius Morgan                       | Behindertensport |
| 1968 | Orville Haslam                        | Tischtennis      |
| 1969 | Paul Nash                             | Schwimmen        |
| 1970 | Donald Quarrie                        | Leichtathletik   |
| 1971 | Donald Quarrie                        | Leichtathletik   |
| 1972 | Lawrence Rowe                         | Cricket          |
| 1973 | Maurice Foster                        | Cricket          |
| 1974 | Lawrence Rowe                         | Cricket          |
| 1975 | Donald Quarrie                        | Leichtathletik   |
| 1976 | Donald Quarrie                        | Leichtathletik   |
| 1977 | Donald Quarrie                        | Leichtathletik   |
| 1978 | Mike McCallum                         | Boxen            |
| 1979 | David Weller                          | Radsport         |
| 1980 | David Weller                          | Radsport         |
| 1981 | Bert Cameron                          | Leichtathletik   |
| 1982 | Bert Cameron                          | Leichtathletik   |
| 1983 | Bert Cameron                          | Leichtathletik   |
| 1984 | Mike McCallum                         | Boxen            |
| 1985 | Mike McCallum                         | Boxen            |
| 1986 | Mike McCallum                         | Boxen            |
| 1987 | Mike McCallum                         | Boxen            |
| 1988 | Jeff Dujon                            | Cricket          |
| 1989 | Mike McCallum                         | Boxen            |
| 1990 | Mike McCallum                         | Boxen            |
| 1991 | Patrick Patterson                     | Cricket          |
| 1992 | Winthrop Graham                       | Leichtathletik   |
| 1993 | Winthrop Graham                       | Leichtathletik   |
| 1994 | Jimmy Adams                           | Cricket          |
| 1995 | James Beckford                        | Leichtathletik   |
| 1996 | James Beckford                        | Leichtathletik   |
| 1997 | Deon Burton                           | Fußball          |
| 1998 | Courtney Walsh                        | Cricket          |
| 1999 | Courtney Walsh                        | Cricket          |
| 2000 | Courtney Walsh                        | Cricket          |
| 2001 | Christopher Williams                  | Leichtathletik   |
| 2002 | Michael Blackwood                     | Leichtathletik   |
| 2003 | James Beckford                        | Leichtathletik   |
| 2004 | Danny McFarlane                       | Leichtathletik   |
| 2005 | Asafa Powell                          | Leichtathletik   |
| 2006 | Asafa Powell                          | Leichtathletik   |
| 2007 | Asafa Powell                          | Leichtathletik   |
| 2008 | Usain Bolt                            | Leichtathletik   |
| 2009 | Usain Bolt                            | Leichtathletik   |
| 2010 | Christopher Gayle                     | Cricket          |
| 2011 | Usain Bolt                            | Leichtathletik   |
| 2012 | Usain Bolt                            | Leichtathletik   |
| 2013 | Usain Bolt                            | Leichtathletik   |
| 2014 | Nicholas Walters                      | Boxen            |
| 2015 | Usain Bolt                            | Leichtathletik   |
| 2016 | Usain Bolt                            | Leichtathletik   |
| 2017 | Omar McLeod                           | Leichtathletik   |
| 2018 | Fedrick Dacres                        | Leichtathletik   |
| 2019 | Tajay Gayle                           | Leichtathletik   |
| 2020 | keine Vergabe wegen COVID-19-Pandemie |                  |
| 2021 | Hansle Parchment                      | Leichtathletik   |
| 2022 | Rasheed Broadbell                     | Leichtathletik   |
| 2023 | Antonio Watson                        | Leichtathletik   |

| Jahr | Name                                       | Sportart       |
| ---- | ------------------------------------------ | -------------- |
| 1961 | Joy Foster                                 | Tischtennis    |
| 1962 | Monica DeSouza                             | Tischtennis    |
| 1963 | Una Morris                                 | Leichtathletik |
| 1964 | Una Morris                                 | Leichtathletik |
| 1965 | Sarah Newland                              | Schwimmen      |
| 1966 | Carmen Smith                               | Leichtathletik |
| 1967 | Monica DeSouza                             | Tischtennis    |
| 1968 | Frances Noble                              | Tischtennis    |
| 1969 | Monica DeSouza                             | Tischtennis    |
| 1970 | Marilyn Neufville                          | Leichtathletik |
| 1971 | Marilyn Neufville                          | Leichtathletik |
| 1972 | Audrey Reid                                | Leichtathletik |
| 1973 | Andrea Bruce                               | Leichtathletik |
| 1974 | Belinda Phillips                           | Schwimmen      |
| 1975 | Andrea Bruce                               | Leichtathletik |
| 1976 | Vivalyn Latty-Scott                        | Cricket        |
| 1977 | Helen Blake                                | Leichtathletik |
| 1978 | Leleith Hodges                             | Leichtathletik |
| 1979 | Merlene Ottey                              | Leichtathletik |
| 1980 | Merlene Ottey                              | Leichtathletik |
| 1981 | Jacqueline Pusey                           | Leichtathletik |
| 1982 | Merlene Ottey                              | Leichtathletik |
| 1983 | Merlene Ottey                              | Leichtathletik |
| 1984 | Merlene Ottey-Page                         | Leichtathletik |
| 1985 | Merlene Ottey-Page                         | Leichtathletik |
| 1986 | Grace Jackson                              | Leichtathletik |
| 1987 | Merlene Ottey                              | Leichtathletik |
| 1988 | Grace Jackson                              | Leichtathletik |
| 1989 | Merlene Ottey                              | Leichtathletik |
| 1990 | Merlene Ottey                              | Leichtathletik |
| 1991 | Merlene Ottey                              | Leichtathletik |
| 1992 | Juliet Cuthbert                            | Leichtathletik |
| 1993 | Merlene Ottey                              | Leichtathletik |
| 1994 | Merlene Ottey                              | Leichtathletik |
| 1995 | Merlene Ottey                              | Leichtathletik |
| 1996 | Deon Hemmings                              | Leichtathletik |
| 1997 | Michelle Freeman                           | Leichtathletik |
| 1998 | Sandie Richards                            | Leichtathletik |
| 1999 | Beverly McDonald                           | Leichtathletik |
| 2000 | Deon Hemmings und Lorraine Graham          | Leichtathletik |
| 2001 | Lorraine Fenton                            | Leichtathletik |
| 2002 | Brigitte Foster                            | Leichtathletik |
| 2003 | Brigitte Foster                            | Leichtathletik |
| 2004 | Veronica Campbell-Brown                    | Leichtathletik |
| 2005 | Veronica Campbell-Brown                    | Leichtathletik |
| 2006 | Sherone Simpson                            | Leichtathletik |
| 2007 | Veronica Campbell-Brown                    | Leichtathletik |
| 2008 | Veronica Campbell-Brown und Melaine Walker | Leichtathletik |
| 2009 | Veronica Campbell-Brown                    | Leichtathletik |
| 2010 | Veronica Campbell-Brown                    | Leichtathletik |
| 2011 | Veronica Campbell-Brown                    | Leichtathletik |
| 2012 | Shelly-Ann Fraser-Pryce                    | Leichtathletik |
| 2013 | Shelly-Ann Fraser-Pryce                    | Leichtathletik |
| 2014 | Alia Atkinson                              | Schwimmen      |
| 2015 | Shelly-Ann Fraser-Pryce                    | Leichtathletik |
| 2016 | Elaine Thompson                            | Leichtathletik |
| 2017 | Alia Atkinson                              | Schwimmen      |
| 2018 | Alia Atkinson                              | Schwimmen      |
| 2019 | Shelly-Ann Fraser-Pryce                    | Leichtathletik |
| 2020 | keine Vergabe wegen COVID-19-Pandemie      |                |
| 2021 | Elaine Thompson-Herah                      | Leichtathletik |
| 2022 | Shelly-Ann Fraser-Pryce                    | Leichtathletik |
| 2023 | Shericka Jackson                           | Leichtathletik |